# كارل لينارت يوش
الفريق كارل لينارت يوش (بالفنلندية: Karl Lennart Oesch) أحد أبرز القادة العسكريين الفنلنديين خلال الحرب العالمية الثانية، احتل مراكز قيادية خلال سير المعارك أثناء الحرب وتمكن من جمع قرابة ثلثي القوات الفنلندية تحت قيادته مع نهاية حرب الاستمرار، نال شهرة واسعة من خلال قدرته على التعامل مع المواقف الصعبة مما أولاه ثقة كارل مانرهايم رئيس أركان والقائد الأعلى لقوات الدفاع الفنلندية في ذلك الوقت، وٌلد يوش في 8 أغسطس 1892 بمدينة بيهايارفي التابعة لمقاطعة فيبوري الفنلندية (أوترادنوي التابعة لمقاطعة بريوزيرسكي بلينينغراد أوبلاست الروسية حاليا) وتوفي في العاصمة الفنلندية هلسنكي في 28 مارس 1978.